# La lepre scomparsa
La lepre scomparsa (Case of the Missing Hare) è un film del 1942 diretto da Chuck Jones. È un cortometraggio d'animazione della serie Merrie Melodies, uscito negli Stati Uniti il 12 dicembre 1942. Questo cortometraggio è uno dei tanti corti animati della Warner Bros. anteriori all'agosto del 1948 che caddero nel pubblico dominio perché la United Artists non rinnovò in tempo i diritti d'autore.

## Trama
Un mago calvo di nome Ala Bahma attacca manifesti autopromozionali ovunque, incluso un albero in cui vive Bugs. Quest'ultimo protesta, finché il mago non si scusa e offre a Bugs una torta di more. Dopo che Ala Bahma brandisce magicamente la torta da sotto il suo panno e gliela spiaccica in faccia, Bugs giura vendetta.
Al teatro Bijou, Bugs interrompe Ala Bahma con una serie di umiliazioni pubbliche: sostituendosi con una carota e ripetendo il trucco del cappello di Ala Bahma, e in seguito afferrando un'altra carota dopo aver colpito Ala Bahma con la sua stessa mazza. Alla fine, il mago sigilla il suo cappello con assi di legno e chiodi per assicurarsi che Bugs non esca.
Più tardi, Ala Bahma esegue il trucco del cesto indiano con Bugs che finge di essere un volontario. Il mago infila le spade nel cesto sentendo i lamenti di dolore di Bugs, e scopre che il coniglio è sgattaiolato fuori da dietro di lui e sta fingendo; Bugs quindi cerca di saltare nel suo cappello ma colpisce le assi. Ala Bahma carica Bugs per ucciderlo, ma il coniglio si mette a giocare a Un, due, tre, stella! con lui. Quando Ala Bahma è abbastanza vicino, Bugs si traveste da schermidore per permettergli di combattere contro di lui. Durante il duello però Bugs fugge sul balcone e prende in giro Ala Bahma che sta duellando da solo. Rendendosi conto del suo errore, Ala Bahma spara a Bugs con un fucile. Tuttavia, Bugs esce dal cappello, fa saltare in aria Ala Bahma con un sigaro esplosivo e gli spiaccica una torta in faccia. Il coniglio infine suona "Aloha 'Oe" con un ukulele mentre scende nel cappello.

## Distribuzione

### Edizione italiana
L'edizione italiana del film fu trasmessa direttamente in televisione nel 1996; il doppiaggio fu eseguito dalla Angriservices Edizioni e diretto da Renzo Stacchi su dialoghi di David Prando. Non essendo stata registrata una colonna internazionale, fu sostituita la musica presente durante i dialoghi.

### Edizioni home video

#### Laserdisc
- The Golden Age of Looney Tunes Vol. 4 (14 luglio 1993)

#### DVD
Il corto fu pubblicato in DVD-Video in America del Nord nel primo disco della raccolta Looney Tunes Golden Collection: Volume 3 (intitolato Bugs Bunny Classics) distribuita il 25 ottobre 2005, dove è visibile anche con un commento audio di Greg Ford. In Italia fu invece inserito nel DVD Bugs Bunny: Volume 3 della collana Looney Tunes Collection, uscito il 18 maggio 2006.